# Berliner-Joyce OJ
Berliner-Joyce OJ là một loại máy bay thám sát của Hoa Kỳ, do hãng Berliner-Joyce Aircraft chế tạo.

## Biến thể
XOJ-1
OJ-2
XOJ-3
Keystone XOK-1

## Quốc gia sử dụng
Hoa Kỳ
- Hải quân Hoa Kỳ
  - VS-5B
  - VS-6B

## Tính năng kỹ chiến thuật
Dữ liệu lấy từ 
Đặc điểm tổng quát
- Kíp lái: 2
- Chiều dài: 25 ft 8 in (7.82 m)
- Sải cánh: 33 ft 8 in (10.64 m)
- Chiều cao: 10 ft 10 in (3.30[3] m)
- Diện tích cánh: 284.2[3] ft2 (26.4 m2)
- Trọng lượng rỗng: 2.323[3] lb (1.058 kg)
- Trọng lượng có tải: 3.629 lb (1.646 kg)
- Động cơ: 1 × Pratt & Whitney R-985-A Wasp, 400 hp (298 kW)

Hiệu suất bay
- Vận tốc cực đại: 151 mph (243 km/h)
- Vận tốc tắt ngưỡng: 57 mph (92 km/h)
- Tầm bay: 530[3] dặm (853[3] km)
- Trần bay: 15.300[3] ft (4.660 m)
- Vận tốc lên cao: 826[3][4] ft/min ( m/s)

Vũ khí trang bị
- 2× súng máy.30 in[3]
- 250 lb (110 kg) bom[3]